# Mara Scherzinger
Mara Scherzinger, auch Mara Isabella Scherzinger, (* 23. September 1989 in Titisee-Neustadt) ist eine deutsche Schauspielerin.

## Leben
Scherzinger verbrachte ihre Kindheit in Lenzkirch-Saig im Hochschwarzwald. Sie hat einen Bruder.
Seit 2001 wohnt die Familie in Köln. Ihre Eltern betreiben dort eine Coachingagentur. Durch in Köln geknüpfte Kontakte bekam sie 2002 zunächst eine Rolle in einem Werbespot für Masterfoods. 2002 erhielt sie eine Rolle in dem Fernsehfilm Liebe und Verlangen, einem Erotikdrama um eine lesbische Liebesbeziehung zwischen einer Lehrerin und der Frau des Schuldirektors, in dem sie Torchy, eine schwer erziehbare Schülerin, spielte, die droht, das Liebesverhältnis der beiden Frauen bekannt zu machen. 2004/2005 spielte Mara Scherzinger eine Hauptrolle in der australischen, in Sydney gedrehten Serie Blue Water High. Sie verkörperte darin Anna Peterson, ein junges 15-jähriges, aus Hamburg kommendes Mädchen, das an einer Surfakademie einen der begehrten sieben Plätze für ein zwölfmonatiges intensives Surf- und Schulprogramm erhält. Scherzinger führte 2005 für KI.KA auch durch ein Making-of zur Serie. 2006 übernahm sie die Rolle der Lea in dem mehrfach ausgezeichneten Jugenddrama Beautiful Bitch.
Von 2002 bis 2005 absolvierte sie ein High Performance Leadership Training in New York City. Außerdem erhielt sie privaten Schauspielunterricht und besuchte 2004 bis 2005 ein Schauspiel-Coaching bei der amerikanischen Schauspielerin Helen O’Connor. Von 2006 bis 2008 studierte sie Schauspiel und Tanz (Drama and Modern Dance) am Freshwater Senior Campus in New South Wales, in Australien, wo sie 2008 einen Abschluss in Performing Arts erwarb. 2015 legte sie die Bühnenreifeprüfung vor der paritätischen Kommission Wien ab.
Mit der Band und Girlgroup The Pretty Girls, die von ihr und drei weiteren Freundinnen gegründet wurde, hatte sie Auftritte in New York City und in Deutschland.
2008 lebte sie zeitweilig in Los Angeles und später abwechselnd in Berlin, Köln und Los Angeles. Als Model arbeitete sie in New York und in Deutschland. Scherzinger lebt in Berlin (Stand Februar 2017).

## Filmografie
- 2002: Liebe und Verlangen
- 2004: SK Kölsch – Der Letzte der Hippies
- 2004/2005: Blue Water High
- 2006: Beautiful Bitch
- 2018: Night Out – Alle feiern nackt!
- 2018: Übers Wasser
- 2018: Marie Brand und das Verhängnis der Liebe